# Wish You Were Gay
«Wish You Were Gay» — пісня американської співачки Біллі Айліш, що була випущена  як четвертий сингл із її дебютного студійного альбому When We All Fall Asleep, Where Do We Go? 4 березня 2019 лейблами Darkroom та Interscope Records. 
Деякі критики порівнюють «Wish You Were Gay» з піснею Кеті Перрі «Ur So Gay» 2007 року. Пісня посіла 31 місце в Billboard Hot 100 США, а також потрапила до чартів синглів в Австралії, Латвії, Литві та Новій Зеландії. Пісня отримала кілька сертифікатів, у тому числі платинову в Сполучених Штатах від Асоціації звукозаписної індустрії Америки (RIAA).

## Передісторія та реліз
Біллі Айліш написала «Wish You Were Gay», коли їй було лише 14 років. Вперше співачка представила пісню у своєму Instagram у липні 2018 року. Вона пояснила своїм шанувальникам, що написала пісню про хлопця, до якого у неї були почуття, але він не відчував те саме й сказала, що пісня ні в якому разі не повинна бути образливою для ЛГБТ-спільноти.
Далі Айліш оголосила, що протягом 48 годин частина всіх доходів від її інтернет-магазину сувенірів буде передана The Trevor Project, найбільшій у світі програмі запобігання самогубствам і кризовим ситуаціям для ЛГБТ-молоді.
Музичні критики описали «Wish You Were Gay» як композицію, натхненну джазом і класичною поп-музикою. Пісня написана в тональності соль мажор з помірним темпом 118 ударів на хвилину. 

## Учасники запису
- Біллі Айліш — вокал, автор пісні.
- Фіннеас О'Коннелл — продюсер, автор пісні.
- Роб Кінельскі – міксер.
- Джон Грінхем – мастеринг.

## Чарти
| Чарт (2019)                               | Найвища позиція |
| ----------------------------------------- | --------------- |
| Австралія (ARIA)                          | 5               |
| Австрія (Ö3 Austria Top 75)               | 16              |
| Бельгія (Ultratop Flanders)               | 45              |
| Бельгія (Ultratip Wallonia)               | 7               |
| Канада (Canadian Hot 100)                 | 12              |
| Чехія (Singles Digitál Top 100)           | 6               |
| Данія (Tracklisten)                       | 12              |
| Фінляндія (Suomen virallinen lista)       | 16              |
| France (SNEP)                             | 120             |
| Німеччина (Official German Charts)        | 52              |
| Угорщина (Single Top 40)                  | 34              |
| Угорщина (Stream Top 40)                  | 5               |
| Ірландія (IRMA)                           | 6               |
| Італія (FIMI)                             | 69              |
| Малайзія (RIM)                            | 13              |
| Нідерланди (Mega Single Top 100)          | 35              |
| Нова Зеландія (Recorded Music NZ)         | 2               |
| Норвегія (VG-lista)                       | 14              |
| Португалія (AFP)                          | 13              |
| Шотландія (Official Charts Company)       | 62              |
| Сінгапур (RIAS)                           | 18              |
| Словаччина (Singles Digitál Top 100)      | 3               |
| Іспанія (PROMUSICAE)                      | 54              |
| Швеція (Sverigetopplistan)                | 13              |
| Швейцарія (Media Control AG)              | 46              |
| Велика Британія (Official Charts Company) | 13              |
| США (Billboard Hot 100)                   | 31              |

## Сертифікації
| Регіон                                             | Сертифікація | Продажі |
| -------------------------------------------------- | ------------ | ------- |
| Австралія (ARIA)                                   | Золото       | 35,000  |
| Канада (Music Canada)                              | Золото       | 40,000  |
| Нова Зеландія (RIANZ)                              | Золото       | 15,000  |
| ^відвантаження, що базуються лише на сертифікаціях |              |         |